# هيئة الشارقة للمتاحف
هيئة الشارقة للمتاحف (إدارة متاحف الشارقة - سابقاً) هي الجهة المسؤولة عن المتاحف وما يخصها في الإمارة ما يغطي مختلف أنواع الفنون والثقافة الإسلامية وعلم الآثار والتراث والعلوم والأحياء المائية وتاريخ إمارة الشارقة والإمارات العربية المتحدة. تأسست عام 2006 برعاية الشيخ سلطان بن محمد القاسمي حاكم الشارقة، كدائرة حكومية مستقلة. تعد إدارة متاحف الشارقة عضواً في شبكة الدوائر الثقافية العالمية. وتكمن رسالتها في الارتقاء المستمر في تقديم أعلى المقاييس المتحفية للحفاظ على المقتنيات وتعزيز الثقافة والتعليم عبر المعارض و البرامج التعليمية والمجتمعية.

## المتاحف
تتضمن إدارة متاحف الشارقة 16 موقع في الإمارة
- متحف الشارقة للحضارة الإسلامية عام 2008.[4]
- متحف مدرسة الإصلاح عام 2003.
- متحف المحطة عام 2000.
- متحف بيت النابودة عام 1995.
- بيت الشيخ سعيد بن حمد القاسمي عام 1999
- متحف مجلس المدفع 1996.
- مربى الشارقة للأحياء المائية عام 2008
- متحف الشارقة للآثار عام 1993م، وانتقل إلى مبناه الحالي في 10 مايو 1997م.
- متحف الشارقة للفنون في السابع عشر من أبريل عام 1997.
- متحف الشارقة للخط 2002.
- متحف الشارقة للسيارات القديمة ل عام 2008، وتم تحديث أسلوب العرض في المتحف وإعادة افتتاحه عام 2013.
- مركز الشارقة للاستكشاف عام 1999وهو مركز ترفيهي تعليمي للأطفال من عمر 3 إلى 12 عاماً.[5]
- متحف الشارقة للتراث في منطقة التراث عام 2005
- متحف حصن الشارقة
- متحف الشارقة البحري في منطقة التراث عام 2003
- متحف الشارقة العلمي عام 1996.

## مراكز هيئة متاحف الشارقة التعليمية
تم افتتاح مجموعة من المراكز التعليمية التي تُعنى بتأهيل الراغبين في التعرف على مجالات المتاحف المتنوعة، من خلال إعطاء برامج تدريب مهنية ومن أبرز هذه البرامج التعليمية ما يلي:
- سوا – أكاديمية علم المتاحف
- برنامج سفراء متاحف الشارقة
- مخيم إجازة سعيدة
- التدريب والتطوع
- البحوث
- التعليم التفاعلي
- الإصدارات

## جوائز
في سنة 2020 فازت هيئة الشارقة للمتاحف بجائزة «أوسكار المتاحف» لأفضل تعاون ثقافي عن برنامجها «سوا»، وذلك ضمن حفل جوائز «الوجهات الثقافية الرائدة» في العاصمة الألمانية برلين.

## روابط خارجية
- الموقع الرسمي www.sharjahmuseums.ae